# Kollagen-Typ 7α1
Kollagen Typ VII, alpha 1 ist ein Protein, das vom Gen COL7A1 codiert wird. Kollagen ist ein wichtiges Strukturprotein des Menschen und setzt sich aus drei α1-Ketten zusammen. Ebendiesen α1-Ketten entspricht Kollagen Typ VII, alpha 1.
Kollagen des Typs VII kommt in der Haut vor, wo es kurze Ankerfibrillen bildet, um die Epidermis mit der Dermis zu verbinden. Daneben findet man es unter dem mehrschichtigen, unverhornten Epithel von Schleimhäuten, Hornhaut und Bindehaut. Mutationen im COL7A1-Gen sind mit Epidermolysis bullosa dystrophica assoziiert – eine Krankheit, bei der sich die oberste Hautschicht unter Blasenbildung ablöst.

## Genetik
Das codierende COL7A1-Gen liegt beim Menschen auf dem kurzen Arm des dritten Chromosoms. Trotz seiner 118 Exons ist es ein relativ dicht gepacktes Gen; nur ein einziges Intron misst mehr als 1 kb Länge. Es ist 31.132 Basenpaare groß.